# 広島県道306号小原猪山線
広島県道306号小原猪山線（ひろしまけんどう306ごう こばらいのしやません）は、広島県山県郡北広島町から山県郡安芸太田町に至る一般県道である。

## 概要
山県郡北広島町小原から山県郡安芸太田町大字猪山に至る。

### 路線データ
- 起点：山県郡北広島町小原（広島県道40号安佐豊平芸北線交点）
- 終点：山県郡安芸太田町大字猪山（国道186号交点）
- 総延長：12.2 km

## 歴史
- 1993年（平成5年）5月11日 - 建設省から、県道川平山大朝線の一部を芸北大朝線として主要地方道に指定される[1]。
- 1994年（平成6年）4月1日 - 広島県告示第406号により認定される。

## 地理

### 通過する自治体
- 山県郡北広島町
- 山県郡安芸太田町

### 交差する道路
| 交差する道路               | 市町村名 | 市町村名   | 交差する場所 | 交差する場所 |
| -------------------------- | -------- | ---------- | ------------ | ------------ |
| 広島県道40号安佐豊平芸北線 | 山県郡   | 北広島町   | 小原         | 起点         |
| 国道186号                  | 山県郡   | 安芸太田町 | 大字猪山     | 終点         |

### 沿線
- 猪山グラウンド